# TrIIIple Towers
Die TrIIIple Towers sind drei Hochhäuser auf dem Gelände des alten Zollamts am Donaukanal im dritten Wiener Gemeindebezirk (Stadtteil Erdberg). Der Gebäudekomplex besteht aus drei Türmen (je rund 100 Meter hoch) mit einer Nutzfläche von rund 70.000 m².
Die TrIIIple Towers wurden vom Architektenteam Henke Schreieck entworfen. Das Projekt wurde von Projektpartnern SORAVIA und ARE Development durch die Zusammenarbeit mit der Stadt Wien am Standort des ab den 1970ern dort befindlichen ehemaligen Hauptzollamts entwickelt.
Die Türme 1 und 2 werden für frei finanzierten Wohnraum genutzt, der Turm 3 beinhaltet rund 670 Mikroappartements für Studenten und „Young Professionals“. Das Projektvolumen beträgt mehr als 300 Millionen Euro.
Die TrIIIple Towers gehören zu den Finalisten des Internationalen Hochhauspreises 2022/23 der Stadt Frankfurt am Main. Der Internationale Hochhauspreis wird alle zwei Jahre für ein Hochhaus vergeben. Zu den Auswahlkriterien gehören u. a. die exemplarische Nachhaltigkeit, die äußere Gestaltung und innere Raumqualitäten sowie soziale und städtebauliche Aspekte. So wird z. B. für die Kühlung der TrIIIple Towers eine energiesparende Flusswasserkühl- und Heizanlage genutzt.
Eine Gruppe von Wohnungskäufern kritisiert die angeblich hohen Kosten der Wärme- und Kälteversorgung und behauptet, die Versorgung des benachbarten Austro Towers erfolge rechtswidrig. In zwei diesbezüglichen Gerichtsverfahren wurde den Wohnungseigentümern in erster Instanz recht gegeben, ein Berufungsverfahren ist anhängig.